# Titanoeca nigrella
Titanoeca nigrella är en spindelart som först beskrevs av Chamberlin 1919.  Titanoeca nigrella ingår i släktet Titanoeca och familjen stenspindlar. Inga underarter finns listade i Catalogue of Life.